# Huaxia Bank
Hua Xia Bank, Huaxia Bank, «Хуася Банк» — китайский коммерческий банк. В списке крупнейших публичных компаний мира Forbes Global 2000 за 2019 год Huaxia Bank занял 265-е место, в том числе 514-е по выручке, 259-е по чистой прибыли, 89-е по активам и 693-е по рыночной капитализации; из китайских компаний в этом списке занял 40-е место.

## История
Hua Xia Bank был основан в Пекине в октябре 1992 года; в марте 1995 года был преобразован в акционерный коммерческий банк. В сентябре 2003 года стал пятым банком КНР, разместившим свои акции на Шанхайской фондовой бирже. В 2005 году стратегическим инвестором стал Deutsche Bank. В 2016 году германский банк продал свою 20-процентную долю в Hua Xia Bank китайской страховой компании People’s Insurance Company of China за 23 млрд юаней ($3,37 млрд).
По итогам 2023 года чистая прибыль Huaxia Bank увеличилась на 5,3 % в годовом исчислении и составила 26,36 млрд юаней (3,71 млрд долл. США); выручка банка снизилась на 0,64 % в годовом исчислении и составила 93,21 млрд юаней; доля безнадежных кредитов составила 1,67 %.

## Деятельность
Сеть банка насчитывает около тысячи отделений в материковом Китае и представительство в Гонконге. Основным регионом деятельности является север и северо-восток КНР.
Основную часть выручки банка даёт чистый процентный доход, в 2020 году он составил 86 % выручки, на комиссионный доход пришлось 11 %. Из 3,4 трлн юаней активов 1,97 трлн составили выданные кредиты, из 1,43 трлн корпоративные; принятые депозиты составили 1,84 трлн.
Крупнейшими акционерами являются пекинская сталелитейная группа Shougang Group (20,28 %), энергетическая компания State Grid Yingda International Holdings Corporation (дочерняя структура State Grid Corporation of China, 19,99 %), страховая компания People’s Insurance Company of China (16,66 %).
|                     | 2007  | 2008  | 2009  | 2010  | 2011  | 2012  | 2013  | 2014  | 2015  | 2016  | 2017  | 2018  | 2019  | 2020  |
| ------------------- | ----- | ----- | ----- | ----- | ----- | ----- | ----- | ----- | ----- | ----- | ----- | ----- | ----- | ----- |
| Оборот              | 14,26 | 17,61 | 17,13 | 24,48 | 33,54 | 39,78 | 45,22 | 54,89 | 58,84 | 64,02 | 66,38 | 72,23 | 84,73 | 95,31 |
| Чистая прибыль      | 2,101 | 3,071 | 3,760 | 5,990 | 9,222 | 12,80 | 15,51 | 17,98 | 18,88 | 19,68 | 19,82 | 20,85 | 21,91 | 21,28 |
| Активы              | 592,3 | 731,6 | 845,5 | 1040  | 1244  | 1489  | 1672  | 1852  | 2021  | 2356  | 2509  | 2681  | 3022  | 3400  |
| Собственный капитал | 13,06 | 27,42 | 30,23 | 35,50 | 63,90 | 74,69 | 85,42 | 101,5 | 117,7 | 152,2 | 168,1 | 217,1 | 267,6 | 280,6 |